# Wandawe
Wandawe Azarkina & Haddad, 2020 è un genere di ragni appartenente alla famiglia Salticidae.

## Distribuzione
Le 3 specie sono state reperite in Kenya, Uganda e Sudafrica.

## Tassonomia
Per la descrizione delle caratteristiche di questo genere sono stati esaminati gli esemplari tipo di Colaxes benjamini (Wesołowska & Haddad, 2013).
Non sono stati esaminati esemplari di questo genere dal 2020.
Attualmente, a gennaio 2022, si compone di 3 specie:
- Wandawe australis (Azarkina & Haddad, 2020) — Sudafrica
- Wandawe benjamini Wesołowska & Haddad, 2020[2] — Sudafrica
- Wandawe tigrina (Azarkina & Haddad, 2020) — Kenya, Uganda